# كارين نيلسون مور
كارين نيلسون مور (بالإنجليزية: Karen Nelson Moore)‏ (و. 1948 – م) هي قاضية من الولايات المتحدة الأمريكية ولدت في واشنطن العاصمة.

## التعليم
تعلمت في كلية هارفارد للحقوق.